# Mary Shaw
Mary Shaw (1860 – 1929) è stata un'attrice teatrale e regista statunitense.
Fu una suffragetta molto attiva nel movimento femminista fin dal 1890. Nel 1892, diventò membro della Professional Women's League.

## Biografia
Nota attrice di teatro, la sua carriera fu molto controversa soprattutto per le sue scelte dei ruoli da interpretare. Privilegiava infatti commedie e drammi di impianto di denuncia della condizione femminile che incontravano l'ostilità di parte del pubblico e della critica. Come uno dei più famosi drammi di Ibsen, Spettri, prodotto da George Fawcett e di cui Mary Shaw era protagonista, che restò in scena a Broadway per un totale di sole sedici rappresentazioni.
L'attrice portò sul palcoscenico, tra gli altri, i personaggi di Hedda Gabler sempre di Henrik Ibsen e quello dell'equivoca protagonista di La professione della signora Warren di George Bernard Shaw. Di quest'ultima commedia fu anche produttrice e regista. Nel 1913, curò la regia della messa in scena di La signorina Julie di Strindberg.
Suo figlio Arthur Shaw (1881-1946) è stato anche lui un attore a Broadway.

## Spettacoli teatrali

### Attrice
- Pudd'n-head Wilson - 15 aprile 1895 - maggio 1895
- The Capitol  - 9 settembre 1895
- Ben-Hur, di William Young (Broadway, 29 novembre 1899-maggio 1900)
- Ben Hur (ripresa) - 3 settembre 1900 - ottobre 1900
- Ghosts (Spettri), di Henrik Ibsen (3 marzo 1903)
- Mrs. Warren's Profession (La professione della signora Warren), di George Bernard Shaw (23 ottobre 1905)
- Mrs. Warren's Profession (ripresa) - 9 marzo 1907
- Votes for Women - 15 marzo 1909
- Divorce - 29 novembre 1909 - dicembre 1909
- New York - 17 ottobre 1910
- Polygamy - 1º dicembre 1914- aprile 1915
- The Dickey Bird - 22 febbraio 1915- aprile 1915
- Ghosts (ripresa) - 7 maggio 1916 - 26 maggio 1917
- The Travelling Man - 26 dicembre 1916
- Mrs. Warren's Profession (ripresa) - 11 marzo 1918 - 20 aprile 1918
- Pietro - 19 gennaio 1920 - marzo 1920
- Back Pay  - 30 agosto 1921 - novembre 1921
- The Idle Inn - 20 dicembre 1921-gennaio 1922
- Mrs. Warren's Profession (ripresa) - 22 febbraio 1922 - marzo 1922 (anche produzione)
- The Rivals - 5 giugno 1922-giugno 1922
- The Rivals  (ripresa) - 7 maggio 1923-maggio 1923
- We Moderns - 11 marzo 1924
- The Rising Son - 28 ottobre 1924-novembre 1924

### Regista
- Countess Julia (La signorina Giulia) di August Strindberg - 28 aprile 1913 - 2 maggio 1913
- Mrs. Warren's Profession (ripresa) - 11 marzo 1918 - 20 aprile 1918
- Mrs. Warren's Profession (ripresa) - 22 febbraio 1922 - marzo 1922 (anche produzione)